# Cuerva
Cuerva település Spanyolországban, Toledo tartományban. Cuerva Totanés, Pulgar, Las Ventas con Peña Aguilera, Menasalbas és Gálvez községekkel határos. Lakosainak száma 1260 fő (2024).

## Népesség
A település népessége az utóbbi években az alábbiak szerint változott:
| Lakosok száma | 1297 | 1348 | 1505 | 1584 | 1564 | 1490 | 1361 | 1291 | 1248 | 1260 |
|               | 2001 | 2004 | 2007 | 2009 | 2012 | 2014 | 2017 | 2019 | 2022 | 2024 |